# Згорње Верјане
Згорње Верјане (словен. Zgornje Verjane) је насељено место у општини Света Тројица в Словенских Горицах, Подравска регија, Словенија.

## Историја
До територијалне реорганизације у Словенији било је у саставу старе општине Ленарт.

## Становништво
У попису становништва из 2011. године, Згорње Верјане је имало 135 становника.
| Број становника према пописима | Број становника према пописима | Број становника према пописима |
| ------------------------------ | ------------------------------ | ------------------------------ |
| 1991                           | 2002                           | 2011                           |
| 157                            | 155                            | 135                            |